# Kelleria
Kelleria es un género botánico con trece especies de plantas pertenecientes a la familia Thymelaeaceae.

## Especies seleccionadas
- Kelleria childii
- Kelleria croizatii
- Kelleria dieffenbachii